# Židé v Japonsku
Židé v Japonsku jsou minoritní etnonáboženská skupina, čítající téměř 2000 členů (0,0016 % z celkového počtu obyvatel). První z nich se v Japonsku usadili v 16. století ve velmi malém počtu – kvůli zahraniční politice sakoku (鎖国, země v řetězech, tzn. zamknutá země). Kompletní izolace Japonska od okolního světa způsobila, že japonsko-židovské dějiny jsou velmi stručné.

## Historie

### 19. století
Vše začalo věkem zámořských objevů, kdy Japonsko, do té doby zcela neznámá krajina, byla postupně objevována portugalskými a nizozemskými obchodníky. První zmínka o židovském usedlíkovi nicméně pochází až z roku 1853, kdy skupina Židů vytvořila v Jokohamě komunitu čítající asi 50 rodin z různých koutů světa. Zde také vznikla první synagoga v Japonsku. Po velkém zemětřesení v Kantó se v roce 1923 mnozí přestěhovali do Kóbe.
V 80. letech 19. století byla založená další židovská komunita v Nagasaki. Její populace byla dvakrát větší než jokohamská. V letech 1900 až 1960 byla židovská komunita v Kóbe jednou z největších v Japonsku a její pestrá demografie zahrnovala Židy z Blízkého východu (Irák, Sýrie), ale také ze střední a východní Evropy (Německo, Polsko, Rumunsko).
Během této doby se rozrůstala tokijská komunita (dnes v  Japonsku největší), kam proudili Židé především ze Spojených států amerických a západní Evropy.

## 20. století

### Plán Fugu
Byl to právě plán Fugu, který přes svou antisemitskou podstatu zachránil nespočetné životy Židů za 2. světové války. Plán vycházel z antisemitského pamfletu Protokoly sionských mudrců, kde se píše, že Židé ovládají celý svět“. Zatímco Evropané se snažili tento problém vyřešit zlikvidováním všech Židů, Japonci se snažili zvelebit a využít „magické schopnosti Siónu“ pro dobro Japonska.
Plán je pojmenován podle nebezpečné ryby Fugu, která v případě nesprávného zpracování je smrtelná kvůli tetradotoxinu obsaženému v jejích orgánech, respektive játrech a kůži.

### Japonské císařství a Židé
Ačkoliv Japonské císařství brzy začalo spolupracovat s nacistickým Německem, premiér, ministr zahraničních věcí, ministr císařského námořnictva a další vydali dekret proti vyhoštění Židů z Japonska.

## Antisemitismus v Japonsku

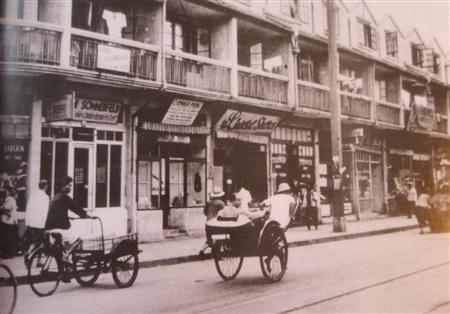
Ghetto v Šanghaji (1943)

Antisemitismus v Japonsku je poměrně malý, ač zdokumentovaný fenomén. Nespočetné množství rasistických tabu zakořeněných v západním světě a klasický element antisemitismu ovlivněný křesťanstvím nicméně v japonské mentalitě chybí, jelikož největší náboženské zastoupení v Japonsku má kombinace šintoismu s buddhismem. Stereotypy (i západní stereotypy) jsou často terčem satiry v japonské populární kultuře.
Podle Davida Kranzlera zásadní rozdíl mezi evropským a japonským antisemitismem je především ten, že evropský navazuje na křesťanstvím ovlivněnou představu přirovnávající Žida k Satanovi či Antikristovi, zatímco Japonci tuto představu neznají.
Protokoly sionských mudrců, dnes již známé jako klasický antisemitský podvrh, ovlivnily jisté kruhy japonské akademie a vojenství. To mělo za následek vzniku plánu Fugu, jehož cílem bylo zachránit evropské Židy před holokaustem a dopravit je přes šanghajské ghetto do Japonského císařství. Mezi ty, kteří pomáhali s přesunem, patřil například japonský konzul v Litvě Čiune Sugihara, který udělil více než 5000 japonských víz Židům, kterým hrozila smrt.
V průběhu války byla japonská vláda tlačena německými nacisty k uplatnění antisemitských zásad a ke konci války k zabití obyvatel šanghajského ghetta, nicméně japonská vláda tyto opakované snahy odkládala, až je nakonec zcela odmítla.

## Rabíni

### Tokijská židovská obec
- r. Herman Dicker, 1960–1963, ortodoxní
- r. Marvin Tokayer, 1968–1976, konzervativní
- r. Jonathan Z. Maltzman, 1980–1983, konzervativní
- r. Michael Schudrich, 1983–1989, konzervativní
- r. Moshe Silberschein, 1989–1992, konzervativní
- r. Jim Lebeau, 1993–1997, konzervativní
- r. Carnie Shalom Rose, 1998–1999, konzervativní
- r. Elliot Marmon, 1999–2002, konzervativní
- r. Henri Noach, 2002–2008, konzervativní
- r. Rachel Smookler, reformní
- r. Antonio Di Gesù, 2009–současnost, konzervativní

## Seznam japonských Židů

### Velvyslanci
- Eli Kohen

### Ostatní
- James Rosenberg
- Alfred Birnbaum
- Dan Calichman
- Lopo Sarmento de Carvalho
- Julie Dreyfus
- Peter Drucker,
- Rachel Elior
- Ofer Feldman,
- Péter Frankl, matematik
- Marty Friedman
- Ayako Fujitani, (konvertita)
- Szymon Goldberg
- David G. Goodman
- Karl Taro Greenfeld
- Manfred Gurlitt

- Suiren Higashino, fotografka, modelka (izraelská matka)
- Shifra Horn
- Chaim Janowski
- Max Janowski

- Charles L. Kadis
- Kanji Ishizumi, konvert
- Rena "Rusty" Kanokogi, née Glickman
- Abraham Kaufman
- Michael Kogan, zakladatel Taito Corporation
- Fumiko Kometani, autor, umělec (konvertita)
- Setsuzo Kotsuji, profesor Hebreistiky (konvertita)
- Leonid Kreutzer, pianista

- Yaacov Liberman
- Henryk Lipszyc
- Leza Lowitz, americký japanolog
- Alan Merrill
- Sulamith Messerer
- Emmanuel Metter
- Albert Mosse
- John Nathan
- Emil Orlík

- Klaus Pringsheim
- Ludwig Riess
- Joseph Rosenstock, dirigent NHK Symphony Orchestra
- Jay Rubin

- Arie Selinger
- Ben-Ami Shillony, izraelský japanolog[4]
- Kurt Singer
- Leo Sirota
- Dave Spector

- Christopher W(ładysław Antoni). Szpilman
- Zerach Warhaftig
- Vladimir Ashkenazy, „částečný“ Žid (patriarchální)
- Peter Barakan, „částečný“ Žid (patriarchální)
- Bernard Jean Bettelheim
- Hideo Levy, „částečný“ Žid (patriarchální)
- Steven Seagal, „částečný“ Žid (patriarchální)